# لوك وليامز (لاعب كرة قدم بريطاني)
لوك وليامز (بالإنجليزية: Luke Williams)‏ هو لاعب كرة قدم ومدرب كرة قدم بريطاني، ولد في 1981 في لندن في المملكة المتحدة. لعب مع سويندون تاون.